# Leung Sheung
Leung Sheung (cinese tradizionale 梁相, in pinyin Liáng Xiāng; Canton Province, 1918 – Hong Kong, 1978) è stato un artista marziale cinese di Wing Chun.
Conosciuto oltre che per essere stato il primo studente del maestro Yip Man (葉問) dopo il suo trasferimento a Hong Kong, anche per le sue abilità superiori nell'arte del wing chun e le sue applicazioni pratiche.
Nonostante venne considerato il più importante degli studenti di Yip Man, Leung Sheung fu durante la sua vita un uomo estremamente umile che preferi esaltare le abilità e il valore del suo Gran Maestro piuttosto che le sue. Furono le abilità innegabili di Leung Sheung a giocare un ruolo fondamentale nel fondare e promuovere il Wing Chun di Yip Man a Hong Kong. Leung Sheung, insieme a Lok Yiu e Chu Shong Tin sono i tre studenti a porte chiuse di Yip Man.

## Biografia
Prima di incontrare Yip Man, Leung Sheung era già esperto praticante di arti marziali dei seguenti stili:
Choy Li Fut' (蔡李佛), Bak Mei Pai (白眉派) e lo stile del Drago. Ma fu il Wing Chun di Yip Man che dal 1949 divenne l'arte marziale per eccellenza a cui Leung dedicò il resto della sua vita. Essendo il primo studente di Yip Man a Hong Kong, Leung Sheung divenne il Si-Hing (fratello maggiore) di tutti gli altri studenti di Yip Man, sostituendo spesso Yip Man nelle lezioni.
È nel 1956 che Leung Sheung incomincia ufficialmente a insegnare Wing Chun. 
Uno dei soprannomi di Leung Sheung è "Re della Biu Jee" e si dice che chi imparò da Leung Sheung abbia superiori abilità nel Chi sao.

## Studenti famosi
Kenneth Chung (鐘萬年)
Leung Ting (梁挻)
Ng Wah Sum (吳華森師傅)
Paul Chu (Chu Shi-Tong) 朱經武
Eleonora Dibisceglia che poi successivamente fondò una sua scuola di Kung Fu Wing Chun, la Bai Lang Academy a Genova insegnando l’arte e i valori dello stile.

## Citazioni
"Se mi trovi, sei fortunato."